# Dimosthenis Tampakos
Dimosthenis Tampakos (n. 12 noiembrie 1976, Salonic, Grecia) este un gimnast artistic ce a reprezentat Grecia, medaliat olimpic. A participat la 2 ediții ale Jocurilor Olimpice (2000, 2004) în care a câștigat o medalie de aur și o medalie de argint.